# Thiratoscirtus africanus
Espèce
Thiratoscirtus africanus est une espèce d'araignées aranéomorphes de la famille des Salticidae.

## Distribution
Cette espèce se rencontre en Ouganda et au Gabon.

## Description
La carapace du mâle holotype mesure 3,1 mm de long sur 2,7 mm et l'abdomen 4,2 mm de long sur 1,8 mm et la carapace de la femelle paratype 2,9 mm de long sur 2,5 mm et l'abdomen 3,9 mm de long sur 2,2 mm.

## Systématique et taxinomie
Cette espèce a été décrite par Wiśniewski et Wesołowska en 2024.

## Étymologie
Son nom d'espèce lui a été donné en référence au lieu de sa découverte, l'Afrique.

## Publication originale
- Wiśniewski & Wesołowska, 2024 : « Jumping spiders (Salticidae) of Uganda – revised list, new species and distributional data. » European Journal of Taxonomy, vol. 952, p. 1-171 (texte intégral).